# Guita Júnior
Francisco Xavier Guita Júnior (Inhambane, 14 de março de 1964) é um poeta moçambicano.
Criou o jornal literário Xiphefo, publicado a partir de 1987, tendo reunido os autores moçambicanos da sua geração, marcados pela Guerra Civil Moçambicana. Publicou em 1997 o  seu primeiro livro, O Agora e o Depois das Coisas. Ganhou o Prémio FUNDAC Rui de Noronha - Revelação (1999) e o Prémio de Poesia TDM - Telecomunicações de Moçambique (2001).
Em 2006, reuniu num volume único (Os Aromas Essenciais) os poemas publicados anteriormente em Da Vontade de Partir e Rescaldo. A obra foi publicada também em espanhol, em 2010.

## Obras publicadas
- 1997 - O Agora e o Depois das Coisas
- 2000 - Da Vontade de Partir
- 2001 - Rescaldo
- 2006 - Os Aromas Essenciais